# Цуг (місто)
Цуг (нім. Zug) — місто в Швейцарії, адміністративний центр кантону Цуг.

## Географія
Місто розташоване на березі Цугського озера. на відстані близько 85 км на схід від Берна.
Цуг має площу 21,6 км², з яких на 26,6 % дозволяється будівництво (житлове та будівництво доріг), 33 % використовуються в сільськогосподарських цілях, 37,8 % зайнято лісами, 2,6 % не є продуктивними (річки, льодовики або гори).

## Демографія
2019 року в місті мешкало 30 618 осіб (+16,3 % порівняно з 2010 роком), іноземців було 34,4 %. Густота населення становила 1416 осіб/км².
За віковим діапазоном населення розподілялося таким чином: 18,8 % — особи молодші 20 років, 63 % — особи у віці 20—64 років, 18,2 % — особи у віці 65 років та старші. Було 14098 помешкань (у середньому 2,1 особи в помешканні).
Із загальної кількості 41 375 працюючих 146 було зайнятих в первинному секторі, 6293 — в обробній промисловості, 34 936 — в галузі послуг.